# Cucullia perstrigata
Cucullia perstrigata là một loài bướm đêm trong họ Noctuidae.